# Резолюция Совета Безопасности ООН 2
Резолюция Совета Безопасности ООН 2 — резолюция, принятая 30 января 1946 года, которая призвала Иран и Советский Союз разрешить свой конфликт, касающийся размещения советских войск на территории Ирана. Совет Безопасности просил быть в курсе переговоров между двумя сторонами в любое время.
Резолюция была принята единогласно.